# Tuonela Planitia
La Tuonela Planitia è una formazione geologica della superficie di Tritone.
Prende il nome da Tuonela, regno dei morti nella mitologia ugro-finnica.